# Scopula palleuca
Scopula palleuca là một loài bướm đêm trong họ Geometridae.